# Chiesa di San Leonardo (Luogosanto)
La chiesa di San Leonardo è una chiesa campestre situata in territorio di Luogosanto, centro abitato della Sardegna settentrionale.
Edificata nel XII secolo e consacrata al culto cattolico, fa parte della parrocchia di Nostra Signora di Luogosanto, diocesi di Tempio-Ampurias.
La chiesa è ubicata sopra un banco di granito in prossimità del castello di Balaiana di cui aveva funzione di cappella.

## Galleria d'immagini

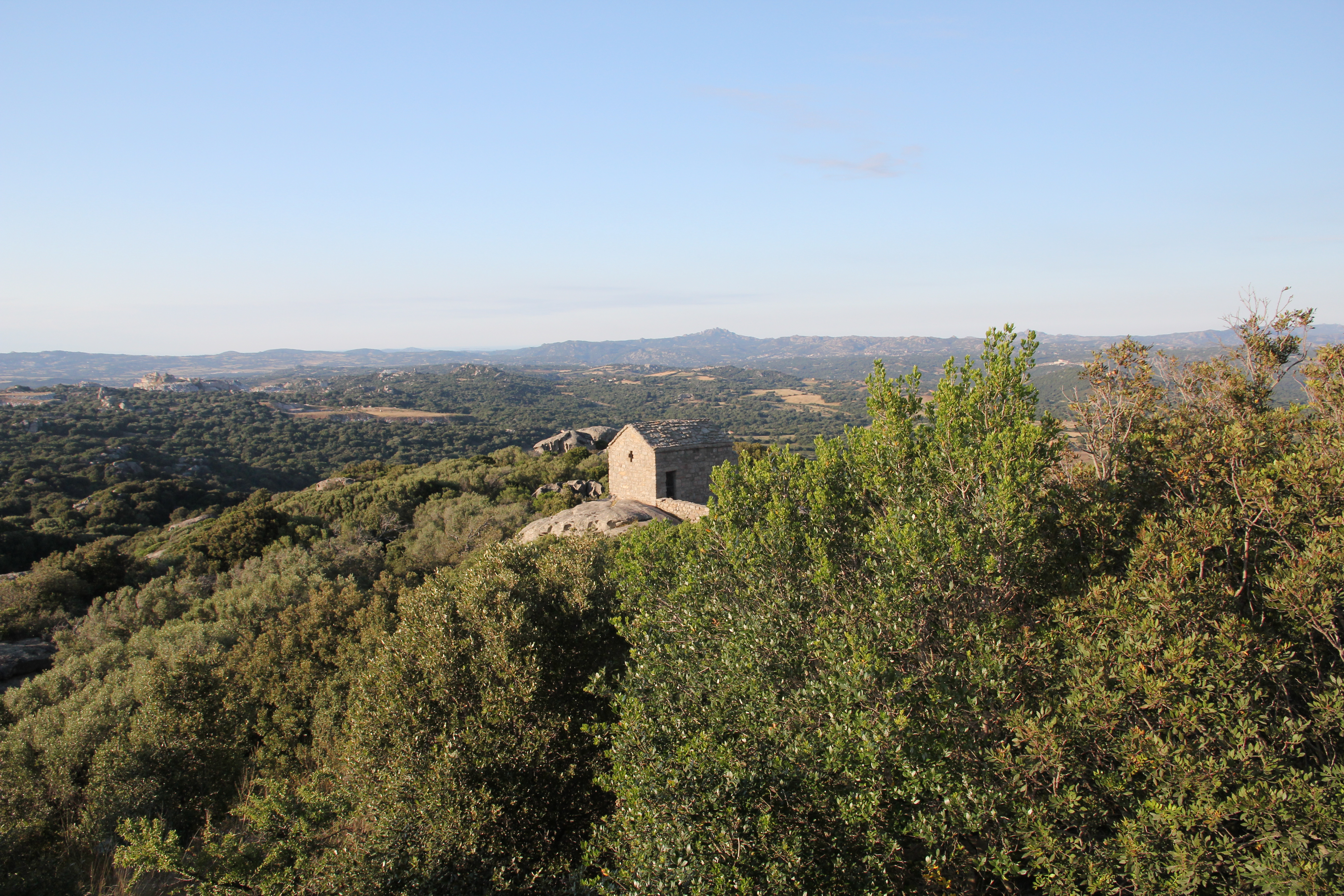
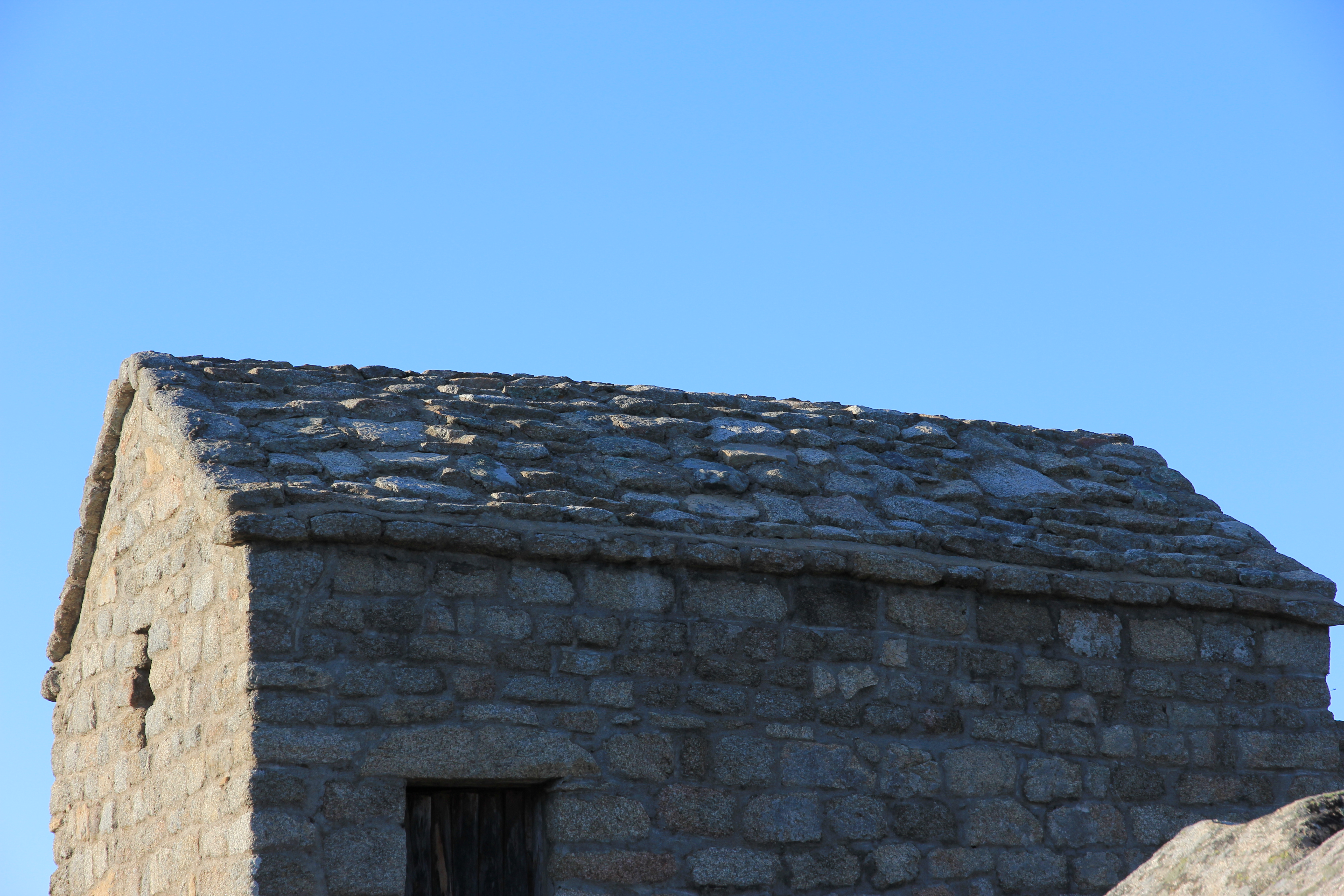
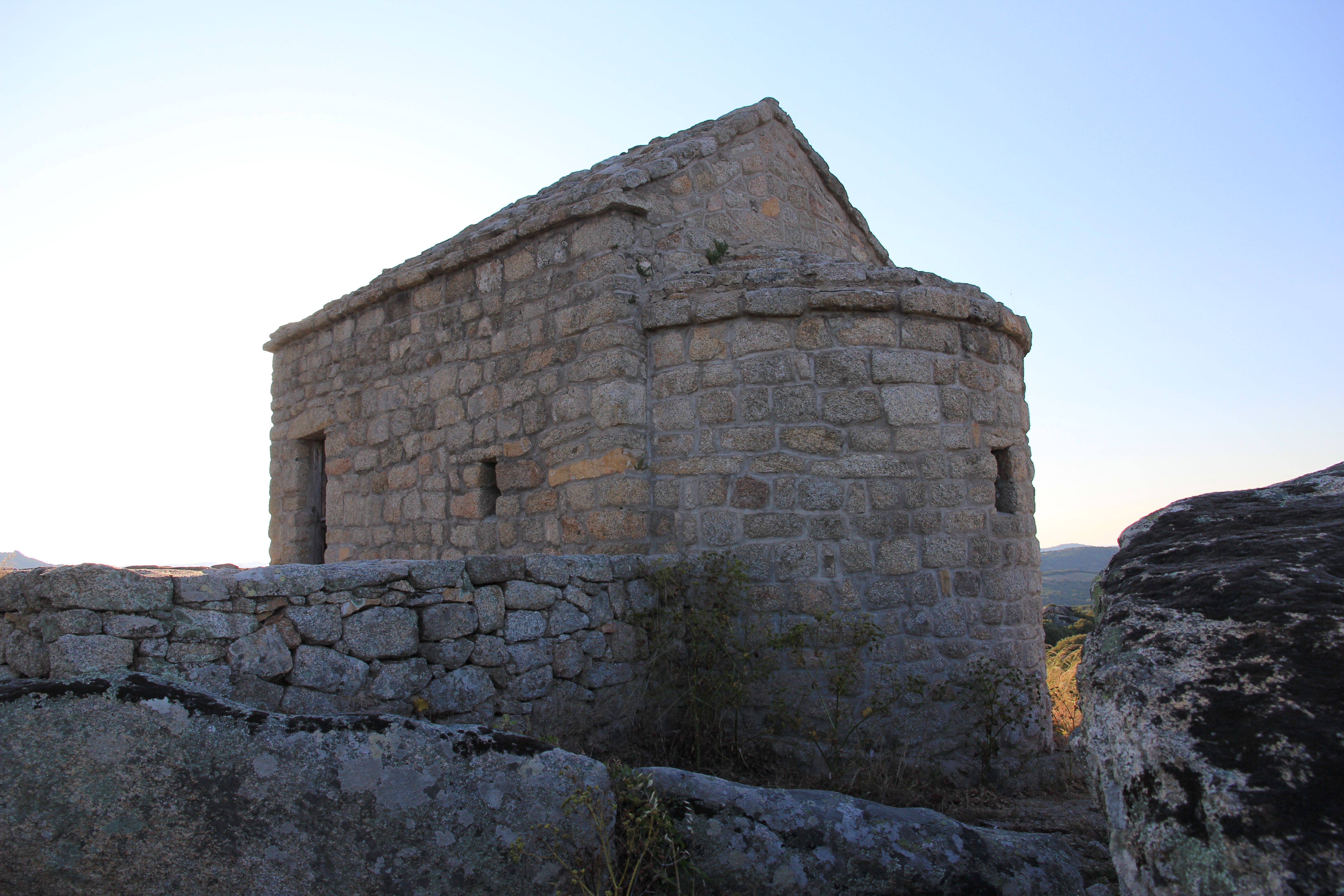
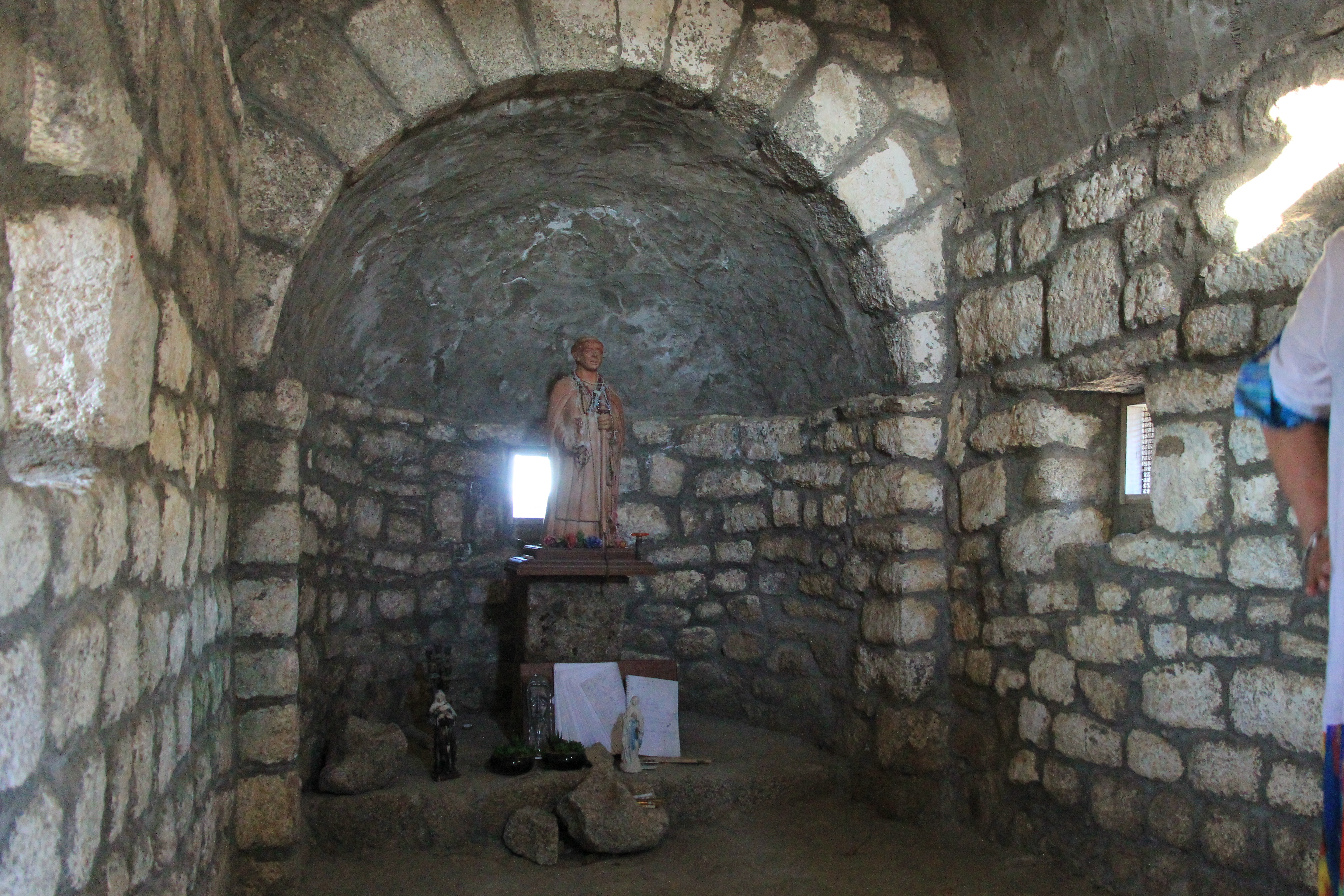